# Isola, Alpes-Maritimes
Isola är en kommun i departementet Alpes-Maritimes i regionen Provence-Alpes-Côte d'Azur i sydöstra Frankrike. Kommunen ligger  i kantonen Saint-Étienne-de-Tinée som ligger i arrondissementet Nice. År 2022 hade Isola 652 invånare.

## Befolkningsutveckling
Antalet invånare i kommunen Isola
Referens: INSEE

## Galleri

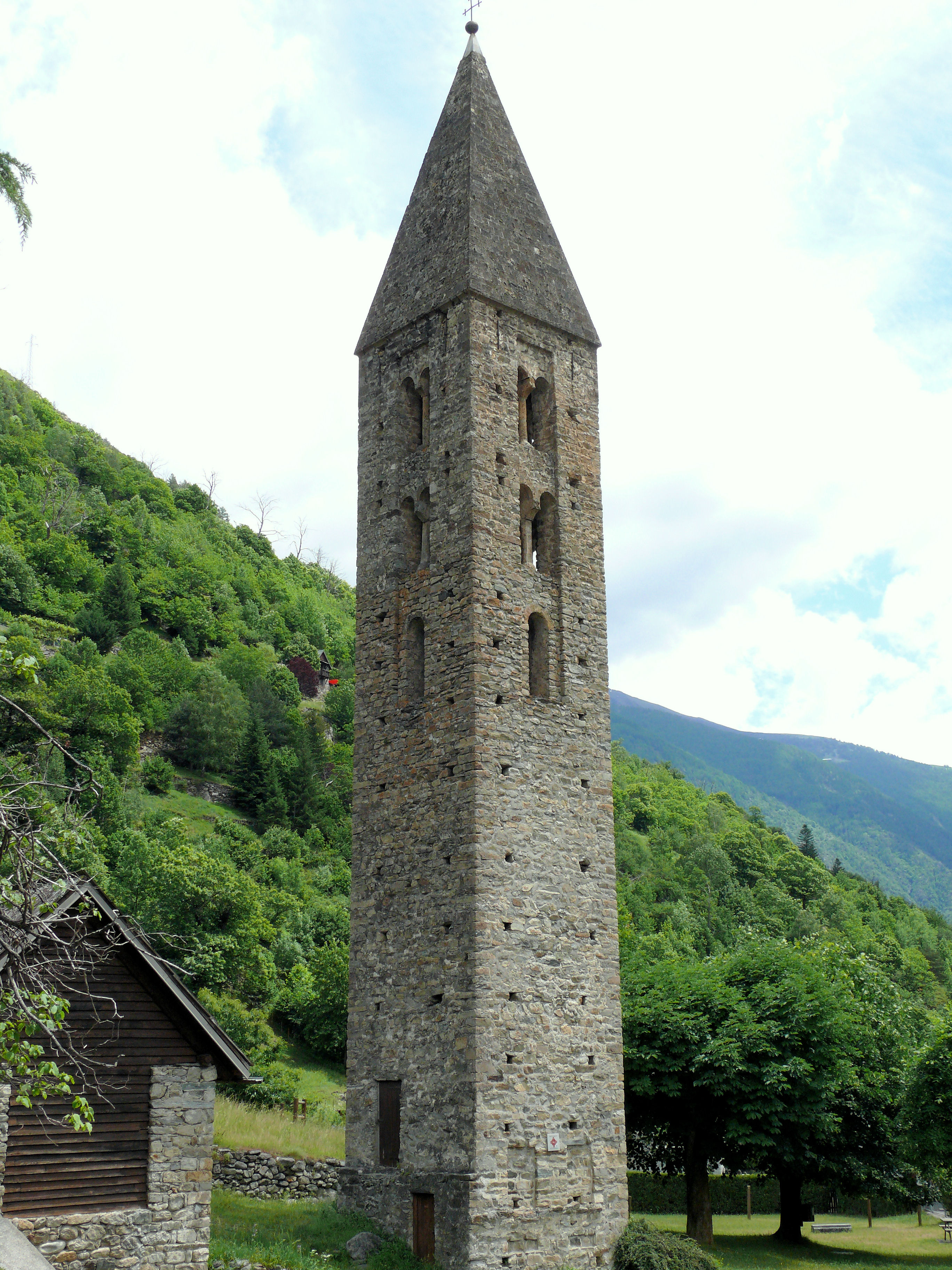
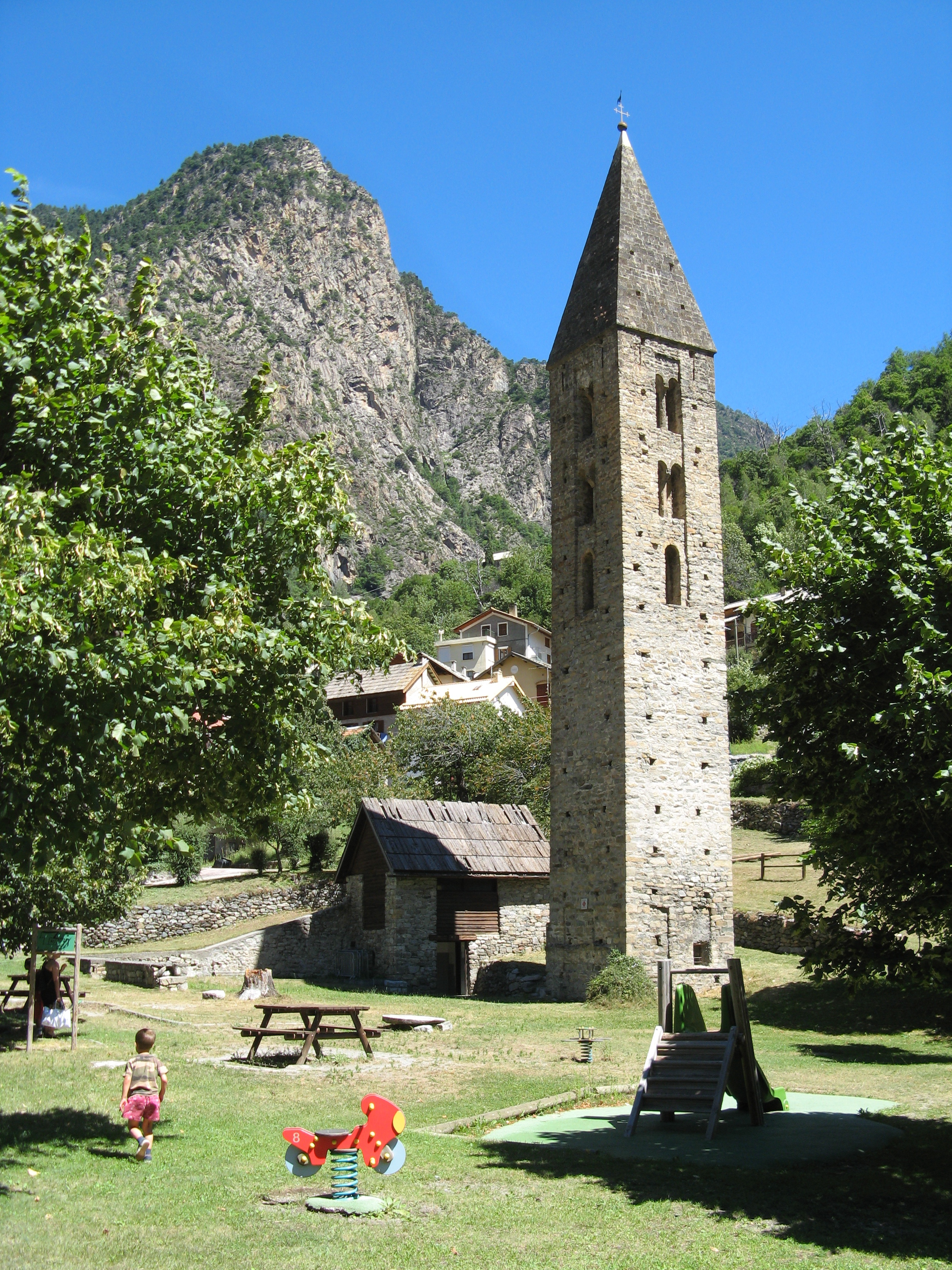
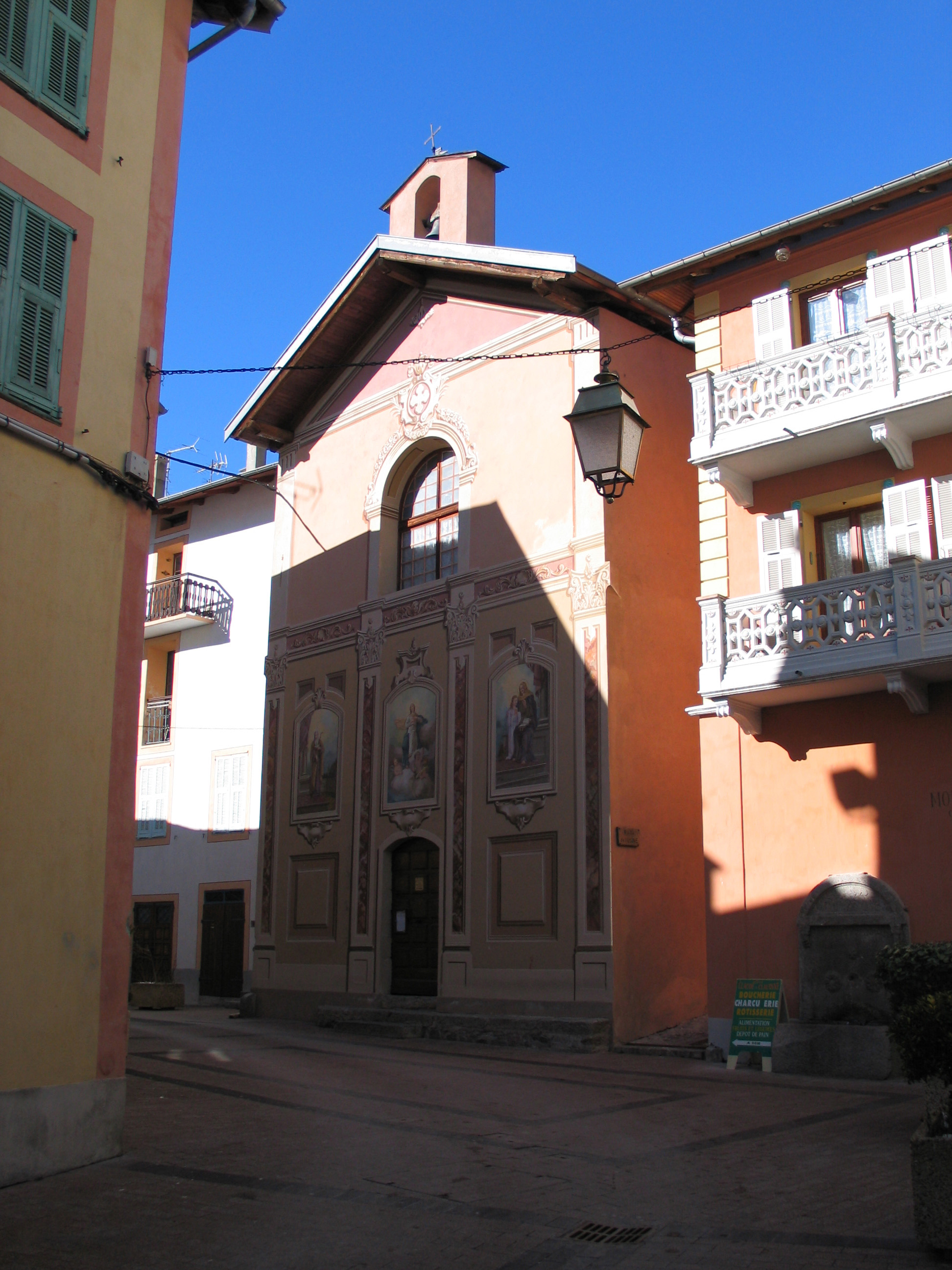
Kapellet Sainte-Anne